# 가미조촌 (오사카부)
가미조촌(일본어: 上条村)은 일본 오사카부 이즈미군·센보쿠군에 설치되었던 촌이다. 현재의 이즈미오쓰시 북동부에 해당한다.